# Aemilia Scaura
Aemilia Scaura (ca. 100 v.Chr. - 82 v.Chr.) was de enige dochter van Marcus Aemilius Scaurus en diens vrouw Caecilia Metella Dalmatica.
Bij haar geboorte was Scaurus een zestig jaar oud en als princeps senatus de eerste spreker in de Romeinse senaat en een van de belangrijkste politici van de Romeinse Republiek. Na de dood van haar vader hertrouwde haar moeder met Lucius Cornelius Sulla Felix, die zich om de opvoeding en het vermogen van zijn stiefdochter bekommerde, maar haar ook voor het sluiten van politieke allianties gebruikte (hetgeen een gebruikelijke praktijk was in senatoriale kringen).
Aemilia was in 82 v.Chr. met Manius Acilius Glabrio getrouwd en zwanger van haar man, toen deze het beleid van de intussen dictator geworden Sulla bekritiseerde, waarop Sulla de echtscheiding afdwong en Aemilia onmiddellijk met Sulla's vertrouweling Gnaius Pompeius Magnus liet trouwen. Dit huwelijk bevorderde Pompeius' politieke carrière nog verder, vooral omdat Aemilia Scaura uit een oude, patricische familie afkomstig was, terwijl Pompeius' familie pas recentelijk de senatoriale rang had bereikt. Aemilia overleed echter kort daarop aan de complicatie bij de geboorte van het kind, dat ze van haar eerste man verwachtte.